# Florence Joubert
Pour les articles homonymes, voir Joubert.
Florence Joubert, née le 30 juin 1965 à Reims, est une femme politique française. Membre du Rassemblement national, elle est élue députée de la 3e circonscription de la Dordogne lors des législatives de 2024.

## Biographie
Florence Joubert a d'abord été institutrice à Paris avant de s'installer en Dordogne en 1995, travaillant dans la restauration de maisons et le secrétariat médical. Elle est membre du Front national (FN) à partir de 2014 puis du Rassemblement national (RN), dont elle est la déléguée départementale en Dordogne depuis 2021. Elle devient assistante parlementaire de Serge Muller, élu député RN en 2022 sur la deuxième circonscription de la Dordogne.
Elle relaie sur les réseaux sociaux des théories du complot sur la vaccination contre la Covid-19 et y tient des propos racistes, affirmant que la « carte d'identité d'un Arabe » ne serait « qu'un vulgaire chiffon »,,. Le site écologiste Reporterre remarque par ailleurs qu'elle exprime des opinions climatosceptiques. Elle est élue député de la 3e circonscription de la Dordogne avec seulement 74 voix d'avance après la dissolution de l’Assemblée nationale en juin 2024. Son adversaire porte plainte à son encontre entre les deux tours de scrutin après la distribution de tracts avec sa photo accusant l'alliance de gauche d'« appels à la violence, à la haine de la police, à la haine des juifs ».